# Bactrocera aemula
Bactrocera aemula
 es una especie de díptero que Drew describió por primera vez en 1989. Bactrocera aemula pertenece al género Bactrocera de la familia Tephritidae.